# Anna Jerzmańska
Anna Jerzmańska z domu Madej (ur. 9 lipca 1928 w Piotrkowie Trybunalskim, zm. 17 lutego 2003 we Wrocławiu) – polska paleontolog, profesor. 

## Życiorys
W czasie okupacji niemieckiej ukończyła szkołę podstawową w Piotrkowie i podjęła naukę w podziemnym liceum, ukończoną w 1945, a po wycofaniu się Niemców, zaczęła naukę w szkole artystycznej. W okresie 1945-1946 należała do antykomunistycznego podziemia. Aresztowana przez UB spędziła kilka miesięcy w więzieniu i została relegowana ze szkoły. Po krótkim pobycie i nauce w Gliwicach podjęła studia zoologiczne na Uniwersytecie Wrocławskim, które ukończyła w 1951, będąc już wtedy od roku asystentką na macierzystej uczelni. W 1960 obroniła doktorat, a w 1968 uzyskała habilitację. W 1978 uzyskała tytuł profesora nadzwyczajnego, a w 1995 zwyczajnego. W okresie 1978 - 1981 była dziekanem Wydziału Nauk Przyrodniczych Uniwersytetu Wrocławskiego. Odznaczona Krzyżem Kawalerskim Orderu Odrodzenia Polski (1979) i Złotym Krzyżem Zasługi (1973). 
Głównym tematem badawczym A. Jerzmańskiej była paleoichtiologia kenozoiku. Choć badała skamieniałości ryb z całego świata, to większość z ponad 50 jej głównych prac dotyczyła ryb oligocenu z fliszu (tzw. łupki menilitowe) Karpat. Wiele jej artykułów ukazało się w czołowych pismach paleontologicznych i geologicznych, była też uznawana za światowej rangi eksperta w zakresie paleogenskich ryb. Była także współautorką szeregu prac na temat środowiska powstania łupków menilitowych oraz na temat skamieniałych skorupiaków. Przez wiele lat była członkiem Polskiego Towarzystwa Geologicznego.
Córką Anny Jerzmańskiej jest pisarka Ewa Stachniak.